# Antonio Airenti
Antonio Airenti (... – 4 gennaio 1855) è stato un politico italiano, deputato del Regno di Sardegna.

## Biografia
È stato deputato del Regno di Sardegna dal 1849 alla morte nel 1855.
Dopo la sua morte allo stesso collegio fu eletto il fratello Giuseppe.